# グアム島珍道中
『グアム島珍道中』（グアムとうちんどうちゅう）は1973年（昭和48年）12月29日に公開された日本映画。同時上映は『日本沈没』。ただし、『日本沈没』は公開途中から『グアム島珍道中』との2本立てから単独の1本立てに変更され、大ヒット長期興行となった。
本作品は『喜劇やさしくだまして』(1972年完成)の改題短縮版である。ポスター、スピードポスターが作成されている。

## キャスト
- 犬丸淳吉：井上順
- 長田紀子：酒井和歌子
- とみ子：森光子
- 悦子：青木英美
- 塩野：名古屋章
- 勝山：藤木悠
- 幸子：徳永礼子
- カンカン本山：岸部四郎
- 三宅：高松しげお
- 大竹：金原亭馬の助 (初代)
- 高見：小川安三
- 由美：安芸晶子（現・市地洋子）
- 昌江：こんどうそや
- 杉下：橋本功
- 中村：勝部義夫
- 女中：田坂都
- 留置人：広瀬正一

## スタッフ
- 監督：岩内克己
- 製作・脚本：田波靖男
- 音楽：渡辺岳夫
- 撮影：上田正治
- 美術：薩谷和夫
- 録音：林頴四郎
- 照明：羽田昭三
- 編集：武田うめ
- 助監督：砂原博泰
- 製作担当者：村上久之
- スチール：岩井隆志
- 合成：三瓶一信